# لويس سا
لويس سا (بالبرتغالية: Luís Sá‏) هو منافس ألعاب قوى برتغالي، ولد في 17 مارس 1981.

## وصلات خارجية
- لويس سا على موقع الاتحاد الدولي لألعاب القوى (الإنجليزية)
- لويس سا على موقع الاتحاد الأوروبي لألعاب القوى (الإنجليزية)
- لويس سا على موقع أوليمبيديا (الإنجليزية)